# 萬千寵愛
萬千寵愛（日语：ヒルノダムール），是日本純種競賽馬匹。生涯活躍於中長途賽事，曾勝出2011年春季天皇賞。

## 出賽前
2007年5月20日出生於北海道新日高町橋本牧場，成長途中被馬主蛭川正文購入。
其後交由栗東訓練中心練馬師昆貢訓練。

## 競賽生涯

### 2歲
2009年11月14日出戰東京競馬場2歲新馬戰，由藤田伸二策騎下於被Aliseo擊敗獲得第二。
其後出戰京都競馬場之2歲未勝利戰，於中團位置推進並成功衝出，最終以3馬位大勝。
12月26日出戰日經電台盃兩歲錦標，但於直路上未能完全發揮實力獲得第四。

### 3歲
2010年首戰爲1月26日的公開賽若駒錦標，僅次於統治地位獲得第二人氣。比賽開始後，其處於中團位置追走，並於通過最後彎道時抽出外檔望空衝刺，最終成功以1 1/2馬位優勢奪冠。

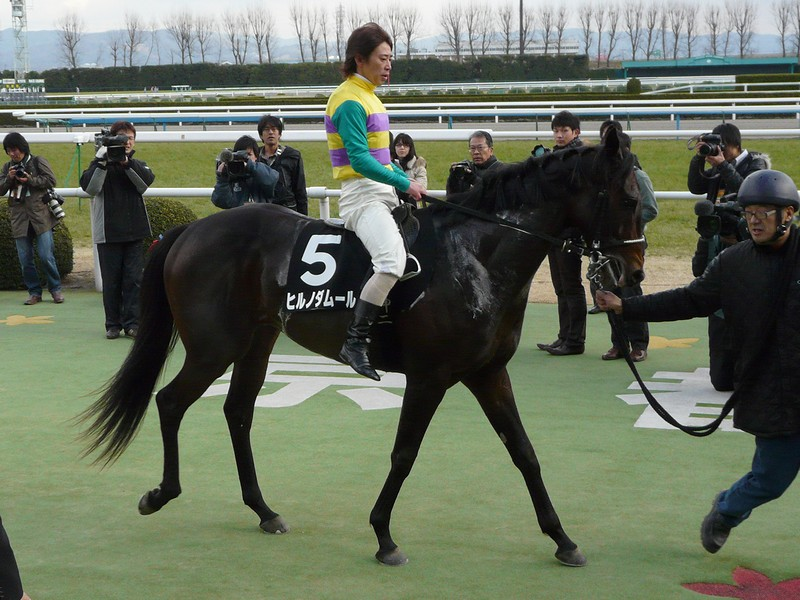
若駒錦標沙圈

其後出戰若葉錦標，作爲皋月賞的熱身。比賽開始後，其處於前方位置推進，進入直路後被外檔的Pelusa追擊，最終以1/2馬位差距落敗。
4月18日按照計劃出戰皋月賞，其於第三彎道及第四彎道之間再次抽出外檔加速，但勢頭不及於內欄位置衝刺的比薩勝駒，最終以1 1/2馬位差距落敗得第二。
其後出戰東京優駿（日本打吡），雖然獲得第三人氣，但最終以第九落敗。
夏季放草過後以札幌紀念作爲秋季首戰，但未能勝出以第四完賽。
10月24日出戰菊花賞，雖然於比賽途中保持穩定速度，但於直路上未能進一步加速，最終跑獲第七。
12月4日出戰鳴尾紀念，雖然保持一貫穩定的節奏並於直路上成功衝刺，但隨後於直路中段因內閃而浪費腳程，最終以1/2馬位敗於統治地位。

### 4歲
2011年首戰爲日經新春盃，雖然進入直路後於有利位置衝出，但仍然未能超越前方的統治地位獲得第二。
其後出戰京都紀念，未能追上前方的邁向輝煌再被名將巨鯨超越獲得第三。
4月3日出戰產經大阪盃，壓過上年度打吡馬榮進閃耀等強敵獲得第一人氣。比賽開始後，其處於中團位置追走，並於比賽途中逐步加速。進入直路後，其隨即加速衝刺並超越領放的北國隊長，並繼續保持優勢下力拒後方夜之影、榮進閃耀及野田尚城的來襲，成功以破紀錄的1分57.8秒時間奪得首個分級賽冠軍。

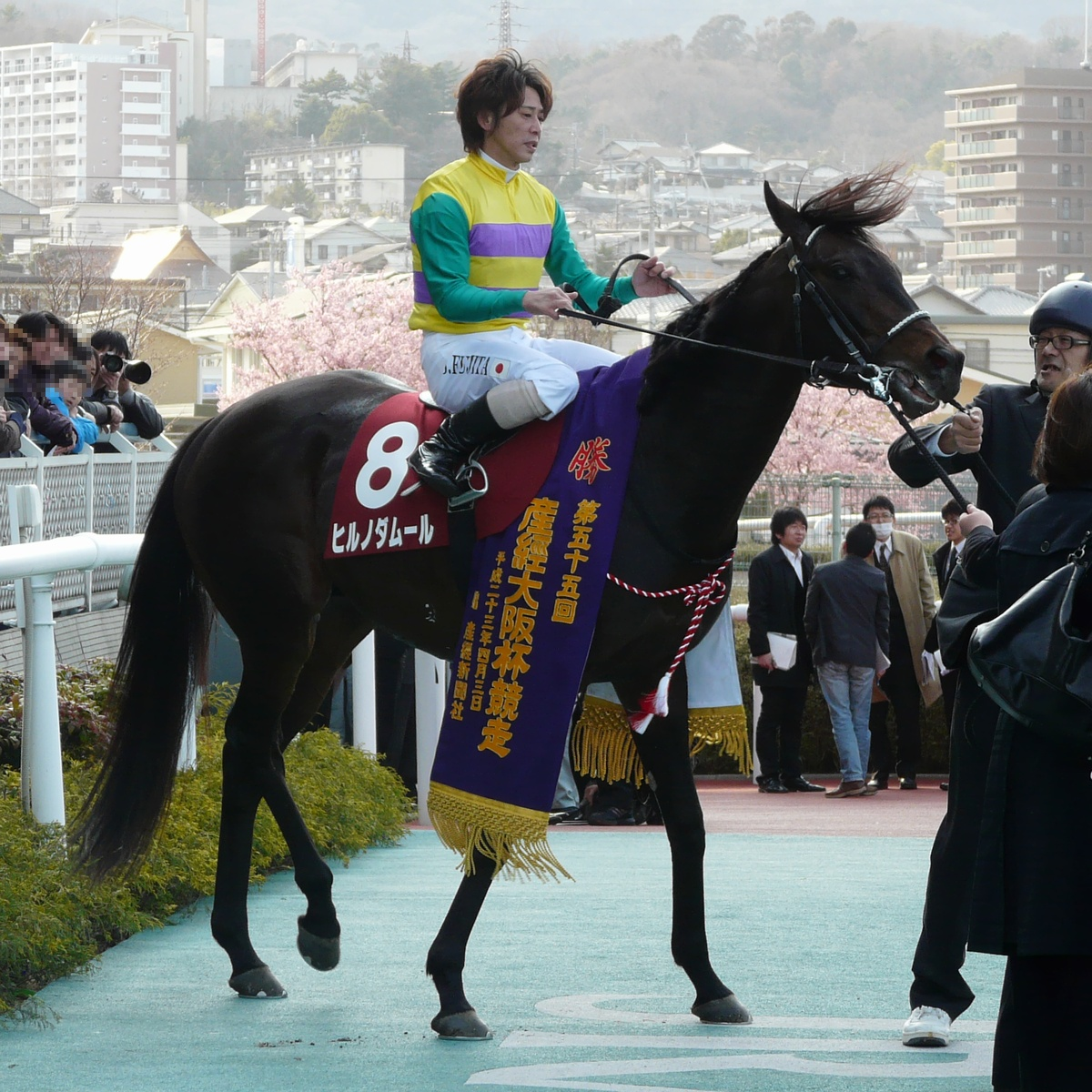
產經大阪盃頒獎儀式

5月1日出戰春季天皇賞，雖然此前勝出前哨戰產經大阪盃，但於強敵橫伺下僅獲得第七人氣，比賽開始後，其處於中團位置推進，通過第四彎時候其仍然保持較慢節奏。進入直路後，其率先超過前方領放的Namura Crescent，其後和一同衝出的榮進閃耀纏鬥，最終其處於上風的情況下，以1/2馬位壓過對手，奪得首個一級賽冠軍，亦達成春季天皇賞父子制霸。

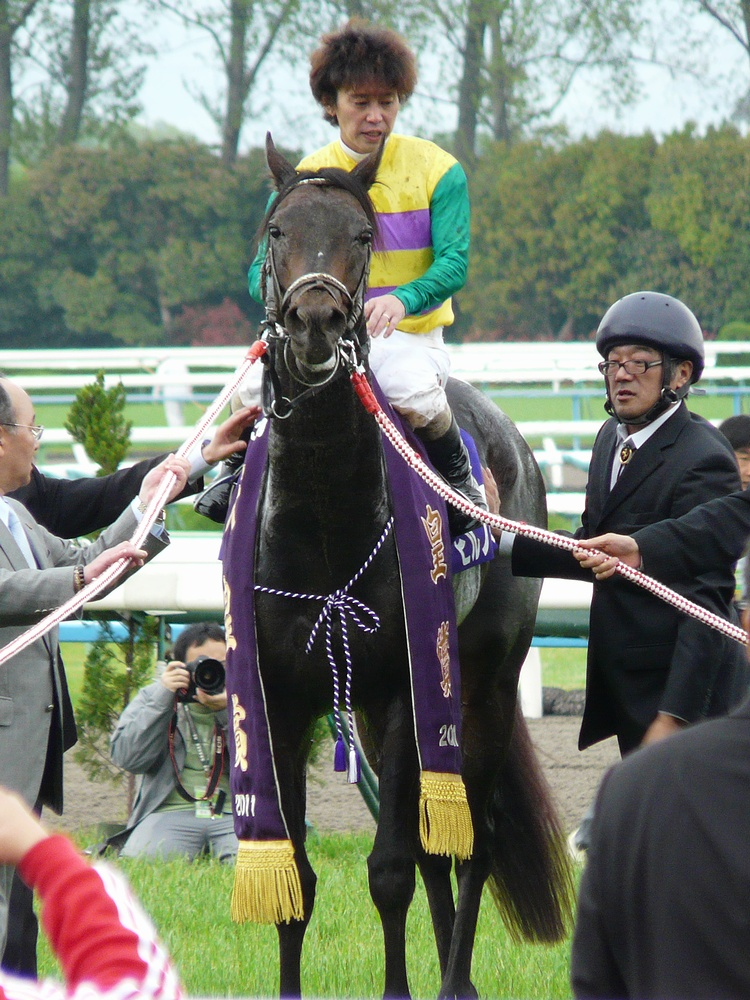
春季天皇賞頒獎儀式

進入秋季後陣營安排其遠征法國，出戰福伊錦標並劍指凱旋門大賽。到達法國後其被安排於居法日本人小林智之馬房停留，並由當時於法國留學的騎師田中博康進行訓練調整。
9月11日出戰福伊錦標，僅敗於奔向驕陽獲得亞軍。
其後按照計劃出戰凱旋門大賽，但受到酷熱及滯留公路的影響下狀態不佳，最終以第十完賽。
回國後經過短暫休養後出戰有馬紀念，但最終僅獲第六。

### 5歲
2012年於首戰京都紀念獲得第三後，出戰阪神大賞典獲得第四。
其後出戰春季天皇賞，未能有效加速下以第十一大敗。
秋季出戰札幌紀念獲得第三後，被發現右前腳患有肌腱炎，陣營經過考慮後決定安排其退役。

### 詳細賽績
| 日期       | 舉辦國家 | 馬場 | 距離   | 級別   | 賽事名稱           | 負重 | 騎師     | 馬號 | 出馬 | 名次 | 時間     | 頭馬（二馬）          |
| ---------- | -------- | ---- | ------ | ------ | ------------------ | ---- | -------- | ---- | ---- | ---- | -------- | --------------------- |
| 14/11/2009 | 日本     | 東京 | 草2000 |        | 2歲新馬            | 55   | 藤田伸二 | 14   | 14   | 2    | 2:03.7   | Aliseo                |
| 29/11/2009 | 日本     | 京都 | 草1800 |        | 2歲未勝利          | 55   | 藤田伸二 | 2    | 18   | 1    | 1:47.9   | （Kanetoshi Passage） |
| 26/12/2009 | 日本     | 阪神 | 草2000 | JpnIII | 日經電台盃兩歲錦標 | 55   | 藤田伸二 | 1    | 15   | 4    | 2:01.5   | 比薩勝駒              |
| 23/1/2010  | 日本     | 京都 | 草2000 | OP     | 若駒錦標           | 56   | 藤田伸二 | 5    | 10   | 1    | 2:02.0   | （統治地位）          |
| 20/3/2010  | 日本     | 阪神 | 草2000 | OP     | 若葉錦標           | 56   | 藤田伸二 | 6    | 10   | 2    | 2:00.0   | 飛毛駒                |
| 18/4/2010  | 日本     | 中山 | 草2000 | GI     | 皋月賞             | 57   | 藤田伸二 | 16   | 18   | 2    | 2:01.0   | 比薩勝駒              |
| 30/5/2010  | 日本     | 東京 | 草2400 | GI     | 東京優駿           | 57   | 藤田伸二 | 12   | 17   | 9    | 2:27.5   | 榮進閃耀              |
| 22/8/2010  | 日本     | 札幌 | 草2000 | GII    | 札幌紀念           | 54   | 藤田伸二 | 8    | 16   | 4    | 1:59.6   | 熱誠真摯              |
| 24/10/2010 | 日本     | 京都 | 草3000 | GI     | 菊花賞             | 57   | 藤田伸二 | 1    | 18   | 7    | 3:06.5   | Big Week              |
| 4/12/2010  | 日本     | 阪神 | 草1800 | GIII   | 鳴尾記念           | 55   | 藤田伸二 | 10   | 12   | 2    | 1:45.0   | 統治地位              |
| 16/1/2011  | 日本     | 京都 | 草2400 | GII    | 日經新春盃         | 56   | 藤田伸二 | 11   | 13   | 2    | 2:24.9   | 統治地位              |
| 13/2/2011  | 日本     | 京都 | 草2200 | GII    | 京都紀念           | 56   | 藤田伸二 | 12   | 12   | 3    | 2:14.2   | 邁向輝煌              |
| 3/4/2011   | 日本     | 阪神 | 草2000 | GII    | 產經大阪盃         | 57   | 藤田伸二 | 8    | 15   | 1    | 1:57.8   | （夜之影）            |
| 1/5/2011   | 日本     | 京都 | 草3200 | GI     | 春季天皇賞         | 58   | 藤田伸二 | 2    | 18   | 1    | 3:20.6   | （榮進閃耀）          |
| 11/9/2011  | 法國     | 隆尚 | 草2400 | GII    | 福伊錦標           | 58   | 藤田伸二 | 2    | 4    | 2    | 紀錄缺失 | 奔向驕陽              |
| 2/10/2011  | 法國     | 隆尚 | 草2400 | GI     | 凱旋門大賽         | 59.5 | 藤田伸二 | 4    | 16   | 10   | 紀錄缺失 | 丹山夢                |
| 25/12/2011 | 日本     | 中山 | 草2500 | GI     | 有馬記念           | 57   | 藤田伸二 | 3    | 13   | 6    | 2:36.4   | 黃金巨匠              |
| 12/2/2012  | 日本     | 京都 | 草2200 | GII    | 京都記念           | 58   | 藤田伸二 | 9    | 9    | 3    | 2:12.9   | 始創先鋒              |
| 18/3/2012  | 日本     | 阪神 | 草3000 | GII    | 阪神大賞典         | 58   | 藤田伸二 | 2    | 12   | 4    | 3:12.5   | Gustave Cry           |
| 29/4/2012  | 日本     | 京都 | 草3200 | GI     | 春季天皇賞         | 58   | 藤田伸二 | 15   | 18   | 11   | 3:15.6   | 霹靂戰駒              |
| 19/8/2012  | 日本     | 札幌 | 草2000 | GII    | 札幌記念           | 57   | 藤田伸二 | 3    | 14   | 3    | 1:58.9   | Fumino Imagine        |

## 退役後
退役後，萬千寵愛成爲了配種馬，於北海道新日高町Arrow Stud休養，在2013年進行配種。首批子嗣於2014年出生。首批子嗣可於2016年出賽。2017年6月17日已經有中央的賽駒在未勝利戰中取勝。
2019年由配種馬退役，被轉移至北海道日高町凡爾賽牧場進行養老生活。
2020年9月被轉移至千葉縣八街市東關東馬術高等學院作爲乘騎馬，2021年8月返回凡爾賽牧場重歸養老生活。

## 血統簡介
父系曼城茶座為日本賽駒，生涯戰績優勢，尤其於長途賽表現良好，曾勝出菊花賞、有馬紀念及春季天皇賞。祖父週日寧靜是美國三冠賽雙料冠軍馬，退役後在日本配種，在日本馬壇相當成功，贏得多項分級賽事，其子嗣贏得巨額獎金。
母系Share Elegance為日本賽駒，生涯戰績不佳僅勝出兩場頭馬。外祖父臨泰來為美國出生的英國賽駒，生涯包括葉森打吡、英皇佐治六世及皇后伊利沙伯錦標及凱旋門大賽等四戰全勝，是「1990年代中期歐洲最強賽駒」之一。

### 血統表
| 父線：週日寧靜系（Halo系）             |                                |               |                 |
| 種馬 曼城茶座 2002年（棗色）           | 週日寧靜 1986年（棕色）        | Halo          | Hail to Reason  |
| 種馬 曼城茶座 2002年（棗色）           | 週日寧靜 1986年（棕色）        | Halo          | Cosmah          |
| 種馬 曼城茶座 2002年（棗色）           | 週日寧靜 1986年（棕色）        | Wishing Well  | Understanding   |
| 種馬 曼城茶座 2002年（棗色）           | 週日寧靜 1986年（棕色）        | Wishing Well  | Mountain Flower |
| 種馬 曼城茶座 2002年（棗色）           | Subtle Change 1988年（深棗色） | Law Society   | 聲稱            |
| 種馬 曼城茶座 2002年（棗色）           | Subtle Change 1988年（深棗色） | Law Society   | Bold Bikini     |
| 種馬 曼城茶座 2002年（棗色）           | Subtle Change 1988年（深棗色） | Santa Luciana | Luciano         |
| 種馬 曼城茶座 2002年（棗色）           | Subtle Change 1988年（深棗色） | Santa Luciana | Suleika         |
| 繁殖雌馬 Share Elegance 1998年（棗色） | 臨泰來 1992年（栗色）          | 尼真斯基      | 北地舞人        |
| 繁殖雌馬 Share Elegance 1998年（棗色） | 臨泰來 1992年（栗色）          | 尼真斯基      | Flaming Page    |
| 繁殖雌馬 Share Elegance 1998年（棗色） | 臨泰來 1992年（栗色）          | Snow Bride    | 害羞新郎        |
| 繁殖雌馬 Share Elegance 1998年（棗色） | 臨泰來 1992年（栗色）          | Snow Bride    | Awaasif         |
| 繁殖雌馬 Share Elegance 1998年（棗色） | Mary Linoa 1986年（深棗色）    | Lemigrant     | The Minstrel    |
| 繁殖雌馬 Share Elegance 1998年（棗色） | Mary Linoa 1986年（深棗色）    | Lemigrant     | Suprina         |
| 繁殖雌馬 Share Elegance 1998年（棗色） | Mary Linoa 1986年（深棗色）    | Marie Noelle  | 格烈將          |
| 繁殖雌馬 Share Elegance 1998年（棗色） | Mary Linoa 1986年（深棗色）    | Marie Noelle  | Marike          |
| 雌系：號族：4-i                        |                                |               |                 |
| 五代內近親交配：北地舞人 4×5           |                                |               |                 |

## 命名由來
名字中，Hiruno（ヒルノ）是馬主蛭川正文冠名，由其姓氏中的「蛭」（ヒル）及日語助詞「的」（ノ）組成，d'Amour（ダムール）則於法語中帶有愛的意思，香港則忽略冠名部分，直接翻譯为「萬千寵愛」。

## 外部連結
- 萬千寵愛 netkeiba.com （页面存档备份，存于）
- 血統表 （页面存档备份，存于）